# Distretto di Sirte
Il distretto di Sirte (Arabo: شعبية سرت, Shaʿbiyya Surt), è uno dei 22 distretti della Libia. Si trova nel nord del Paese e si affaccia sul Mediterraneo nel golfo omonimo. Il capoluogo è la città di Sirte.
La regione è stata conosciuta anche come Sirtide.

## Geografia
La municipalità di Sirte confina con le seguenti municipalità:
- al-Wahat a est
- Giofra a sud
- al-Jabal al-Gharbi a ovest
- Misurata a nord-ovest

## Infrastrutture e trasporti
Il territorio del distretto è interamente attraversato dalla grande strada litoranea libica, che collega Tripoli con Bengasi.